# Sejanci
Sejanci este o localitate din comuna Sveti Tomaž, Slovenia, cu o populație de 95 de locuitori.